# Amalienschlösschen (Karlsruhe)

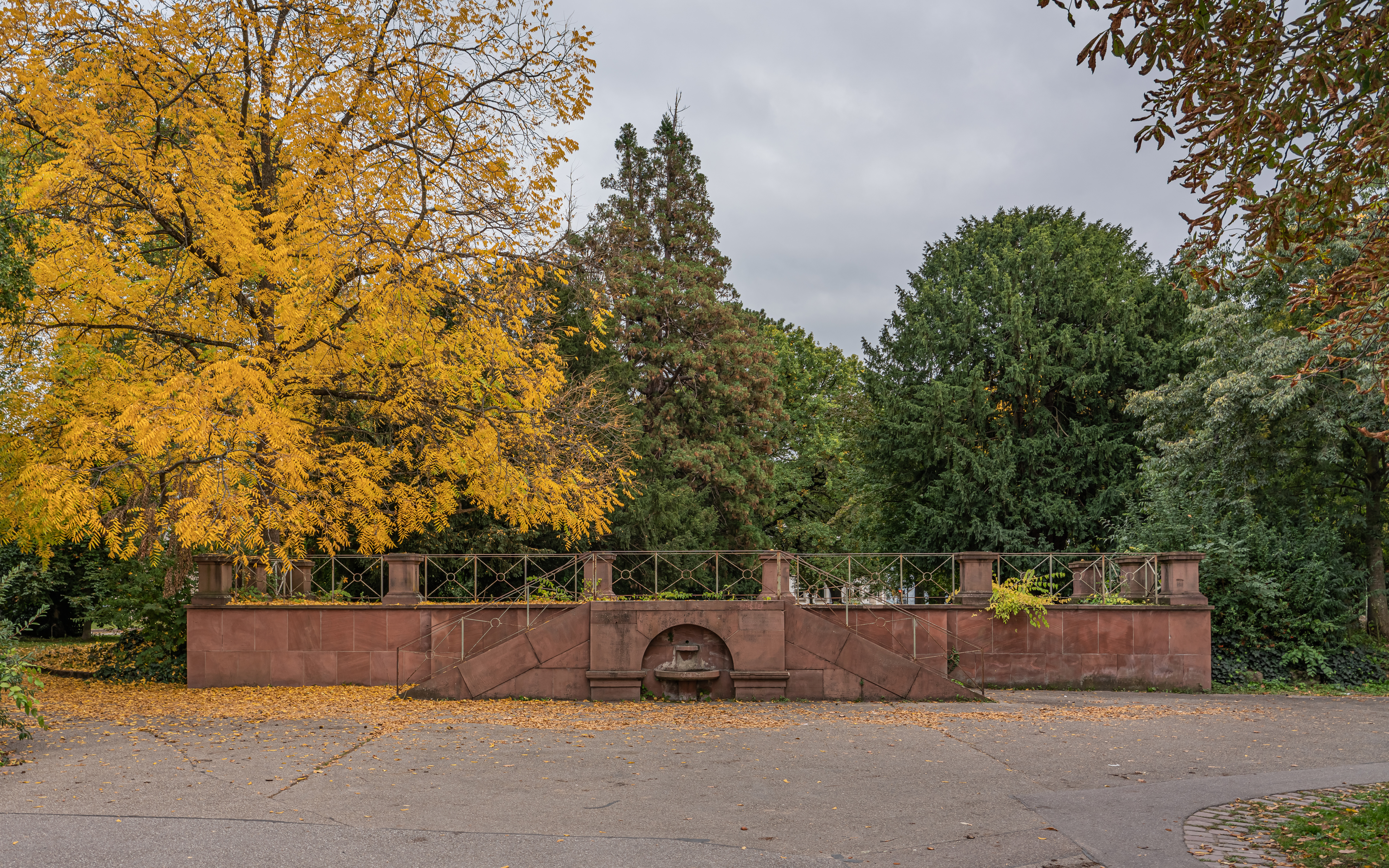
Ruine des ehemaligen Amalienschlösschens beim Nymphengarten

Das Amalienschlösschen (auch Erbprinzenschlösschen oder Markgräfliches Gartenpalais genannt) war ein von dem Stadtbaumeister Friedrich Weinbrenner in Karlsruhe errichtetes Gebäude.

## Geschichte
Das Amalienschlösschen wurde von der Frau des Erbprinzen Karl Ludwig von Baden, Markgräfin Amalie als zukünftige Sommerresidenz in Auftrag gegeben und von Friedrich Weinbrenner zwischen den Jahren 1801 bis 1803 auf dem Gelände des heutigen Nymphengartens (ehemaliger Erbprinzengarten) erbaut. Als Vorbild  für das Schlossgebäude diente Weinbrenner die Villa Rotonda bei Vicenza des italienischen Baumeisters Andrea Palladio.
Bis zum Jahre 1866 befand sich in unmittelbarer Nähe des Amalienschlösschens der Gotische Turm mit einer angeschlossenen Kapelle, die zum Andenken an Amalies Ehemann Erbprinz Karl Ludwig errichtet wurde. Ab dem Jahre 1891 wurde die Umgebung des Amalienschlösschens vom damaligen Gartenbaudirektor Friedrich Ries umgewandelt und für die allgemeine Öffentlichkeit zugänglich gemacht. Das Gebäude wurde ab 1915 als Musikbildungsanstalt genutzt.
Während eines Luftangriffes auf die Stadt im Jahr 1944 wurde das Schloss fast vollständig zerstört. Erhalten ist nur noch ein Teil des ehemaligen Treppenaufganges sowie Teile des Gebäudefundaments. Das Gelände wurde in eine öffentliche Parkanlage umgewandelt.